# Манолиу, Лия
Лия Манолиу (рум. Lia Manoliu, 25 апреля 1932 — 9 января 1998) — румынская легкоатлетка, олимпийская чемпионка.

## Биография
Родилась в Кишинёве, который тогда находился в составе Румынии.
В 1952 году приняла участие в Олимпийских играх в Хельсинки, где стала 6-й, метнув диск на 42 м 64 см. В 1956 году на Олимпийских играх в Мельбурне она улучшила результат до 43 м 90 см, но при этом стала лишь 9-й. В 1960 году на Олимпийских играх в Риме она стала обладательницей бронзовой медали, метнув диск на 52 м 36 см. В 1964 году на Олимпийских играх в Токио после четвёртого броска находилась на 4-м месте, но с пятой попытки сумела забросить диск на 56 м 96 см, что принесло ей бронзовую медаль.
В 1968 году Румынская федерация лёгкой атлетики посчитала было, что спортсменка уже слишком возрастная для участия в Олимпиаде, но та стала тренироваться ещё усерднее, и на Олимпийских играх в Мехико стала чемпионкой, метнув диск на 58 м 28 см. В 1972 году она вновь приняла участие в Олимпиаде — на этот раз в Мюнхене, но хотя она сумела метнуть диск на 58 м 50 см, это принесло ей лишь 9-е место.
Окончила Политехнический институт в Бухаресте в 1956 году по специальности «инженер-проектировщик».
С 1990 года Лия Манолиу возглавила Олимпийский комитет Румынии, и оставалась на этом посту до своей смерти. В 1992—1996 годах была членом румынского Сената. В настоящее время в её честь назван стадион в Бухаресте.
Награждена орденом Труда 3-й степени (1952).